# Rymiterol
Rymiterol (łac. rimiterolum) – wielofunkcyjny organiczny związek chemiczny z grupy piperydyn podstawionych grupą benzylową. Lek o działaniu sympatykomimetycznym, o krótkim czasie działania, działający selektywnie na receptory adrenergiczne β2.

## Mechanizm działania
Rymiterol jest selektywnym β-mimetykiem działającym na receptory β2, o podobnej długości działania do izoprenaliny, jednakże krótszej niż salbutamol, natomiast o szybszym od nich początku działania.

## Zastosowanie
- astma oskrzelowa[2]
- przewlekła obturacyjna choroba płuc[2]
- spirometryczna próba rozkurczowa[2]

W 2015 roku żaden produkt leczniczy zawierający rymiterol nie był dopuszczony do obrotu w Polsce.

## Działania niepożądane
Rymiterol nie powoduje istotnych działań ubocznych. Obserwowano kołatania serca oraz drżenia mięśniowe, których nasilenie było zależne od dawki podanego leku.